# Lobelia dissecta
Lobelia dissecta là loài thực vật có hoa trong họ Hoa chuông. Loài này được M.B.Moss mô tả khoa học đầu tiên năm 1929.